# 和歌山電鐵
和歌山電鐵株式会社（わかやまでんてつ、英: WAKAYAMA ELECTRIC RAILWAY Co., Ltd.）は、和歌山県和歌山市に本社を置き、鉄道路線の「貴志川線」を経営している鉄道事業者である。岡山電気軌道（岡電）の完全子会社であり、両備グループの一社である。

## 概要
2005年（平成17年）6月27日に岡山電気軌道の全額出資で設立され、2006年（平成18年）4月1日より南海電気鉄道（南海）から貴志川線を引き継いで経営している。社名は親会社の岡山電気軌道が一般公募しその中から選ばれたものである。選ばれた理由は「時代に流されない、地域に根ざした名前」である。社名の「鉄」の表記が旧字体の「鐵」となっているのは、「鉄」の文字を分解すると「金」を「失」うになり縁起が悪いとして「鉄」の文字を避ける鉄道会社があるが、和歌山電鐵の場合は「鉄（鉄道）の基本に立ち返る」という意味で使用したものである。
経営のモットーは「日本一心豊かなローカル線になりたい」。地元自治体、沿線住民、沿線学校関係者、商工会で構成する「貴志川線運営委員会」を社内に設置し、沿線住民の要望を取り汲んで活かす仕組みをつくっており、現場に対するアイディアや情報提供は同委員会が行っている。
後述する「いちご電車」「たま電車ミュージアム号」「たま電車」「うめ星電車」の運行や、貴志駅や伊太祈曽駅に猫の駅長を配置するなど、独自の集客策を実施している。貴志駅には初代の猫の駅長として「たま」がいたが、2015年（平成27年）6月22日に死亡し、同年8月から「ニタマ」が駅長を務めている。
親会社である岡山電気軌道の新規事業として、両備グループが開発を進める複合型施設杜の街グレース内のフードホールにて、うどん屋「たまうどん」の営業を2022年に開始しており、店名は和歌山電鐵貴志川線の「たま駅長」に由来する。将来的には和歌山での展開も視野に入れている。

## 沿革
2003年（平成15年）に南海が貴志川線の廃止検討を表明したことに対して、「貴志川町くらしを環境を良くする会」や、「南海貴志川線応援勝手連」、「和歌山市民アクティブネットワーク」 (WCAN) などの沿線市民組織が存続運動を行い、それを伝え聞いたNHKが総合テレビ『難問解決!ご近所の底力』への出演を打診したことに始まる。NHKに出演した旧貴志川町（現紀の川市）長山団地住民が中心になって「貴志川線の未来をつくる会」が正式に設立され、6000人を越える会員を集めて注目された。
「貴志川線の未来をつくる会」を始めとする各市民組織の活動がかなりの盛り上がりを見せ、WCAN貴志川線分科会が貴志川線存続の費用対効果分析を行って存続の社会的な意義を科学的に裏付けるなどしたこともあり、地元の自治体も存続の意思を固め、鉄道用地などを南海から買い取ることなどを決めた。
運行主体として第三セクターを設立するのではなく民間の企業等から公募することになり、岡電やトラベルプランニングオフィスなど9つの会社と個人がそれに応じた。岡電は締め切りの最終日まで応募を迷っていたが、和歌山の市民団体から応募依頼状が届いたことと、岡山県に本拠を置く市民グループ「路面電車と都市の未来を考える会」 (RACDA) からの勧めや近畿地方の鉄軌道事業者からの応募がないことなどを勘案して応募を決断したと言われている。
選考作業の結果、運行事業者として軌道経営の経験を有する岡電が選ばれ、岡電が100%子会社として和歌山市に設立した新会社が和歌山電鐵株式会社である。

### 年表
- 2005年（平成17年）
  - 4月28日 - 南海貴志川線の事業引き継ぎ先として岡電が選ばれる。
  - 6月27日 - 岡電100%出資の子会社として、資本金3000万円で設立。
- 2006年（平成18年）
  - 1月20日 - 南海と和歌山電鐵が、国土交通省近畿運輸局に鉄道事業譲渡譲受（営業譲渡）認可を申請[13]。
  - 2月28日 - 鉄道事業譲渡譲受（営業譲渡）認可[13]。
  - 4月1日 - 南海から貴志川線の運行を引き継ぎ営業開始。
- 2023年（令和5年）11月5日 - 銚子電鉄との間で「あきらめたらおしまい（姉妹）鉄道提携」を締結[14]。

## 路線
全駅の一覧などは以下の項目を参照のこと。
- 貴志川線（わかやま電鉄貴志川線）：和歌山駅 - 貴志駅間　14.3km

## 車両
営業開始時には南海から貴志川線専用車両の2270系電車12両全車が無償譲渡された。譲渡以後は順次車体色を南海カラーから塗り替えており、2018年をもって南海カラーは消滅した。2021年12月時点で、「いちご電車」・「おもちゃ電車」を改装した「たま電車ミュージアム号」・「たま電車」・「うめ星電車」が運行されている。これらのデザインは岡電の9200形電車 (MOMO) などをデザインした両備グループデザイン顧問でもある水戸岡鋭治が担当している。また、2018年10月4日より「おかでんチャギントン」ラッピング電車が運行されている。
2012年に貴志川線は架線電圧が直流600Vから直流1500Vに昇圧されたが、南海時代から有していた複電圧機能を活用し、車両は継続使用されている。

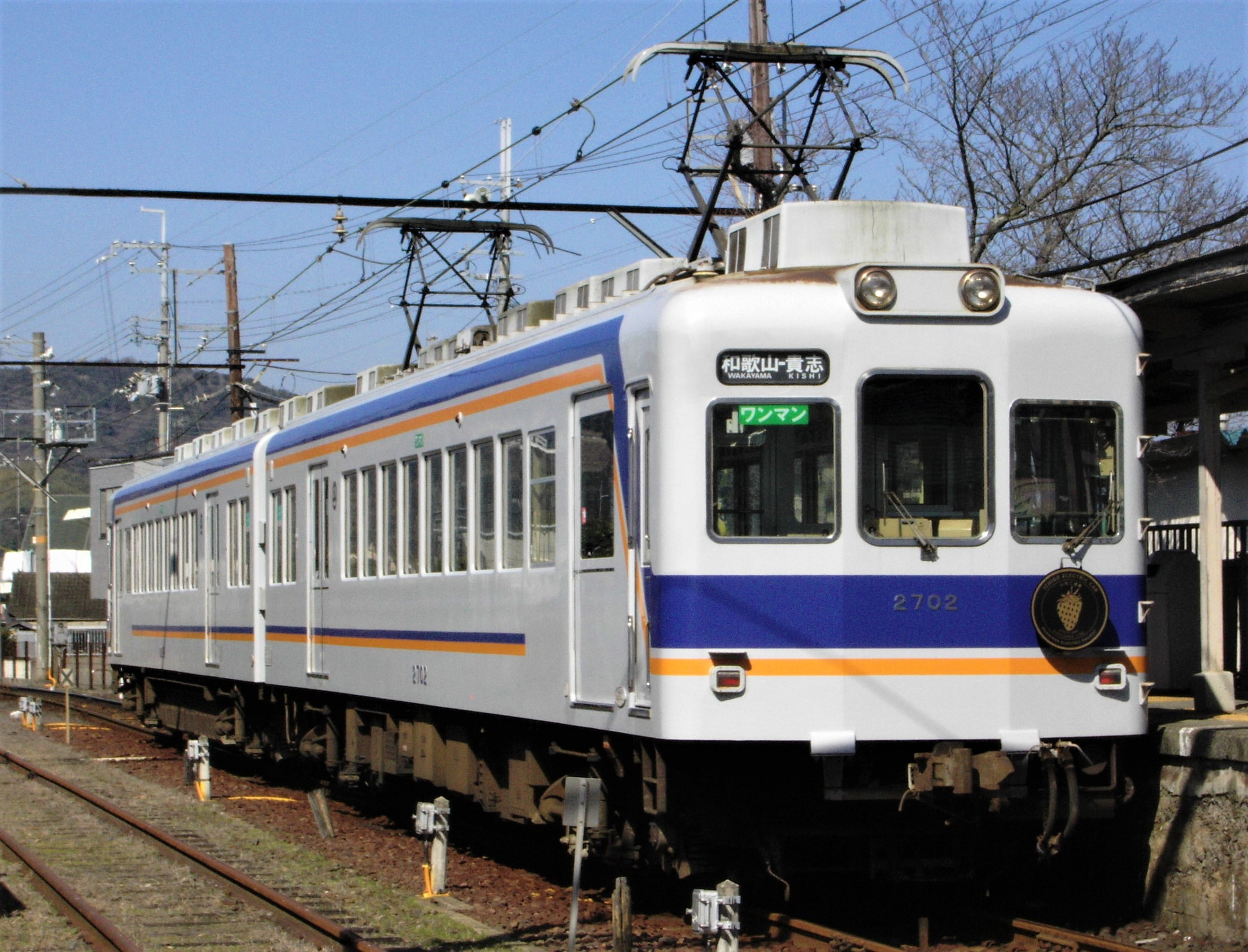
2270系2272F （南海時代からの一般塗装。現在は「おかでんチャギントン電車」にラッピング）
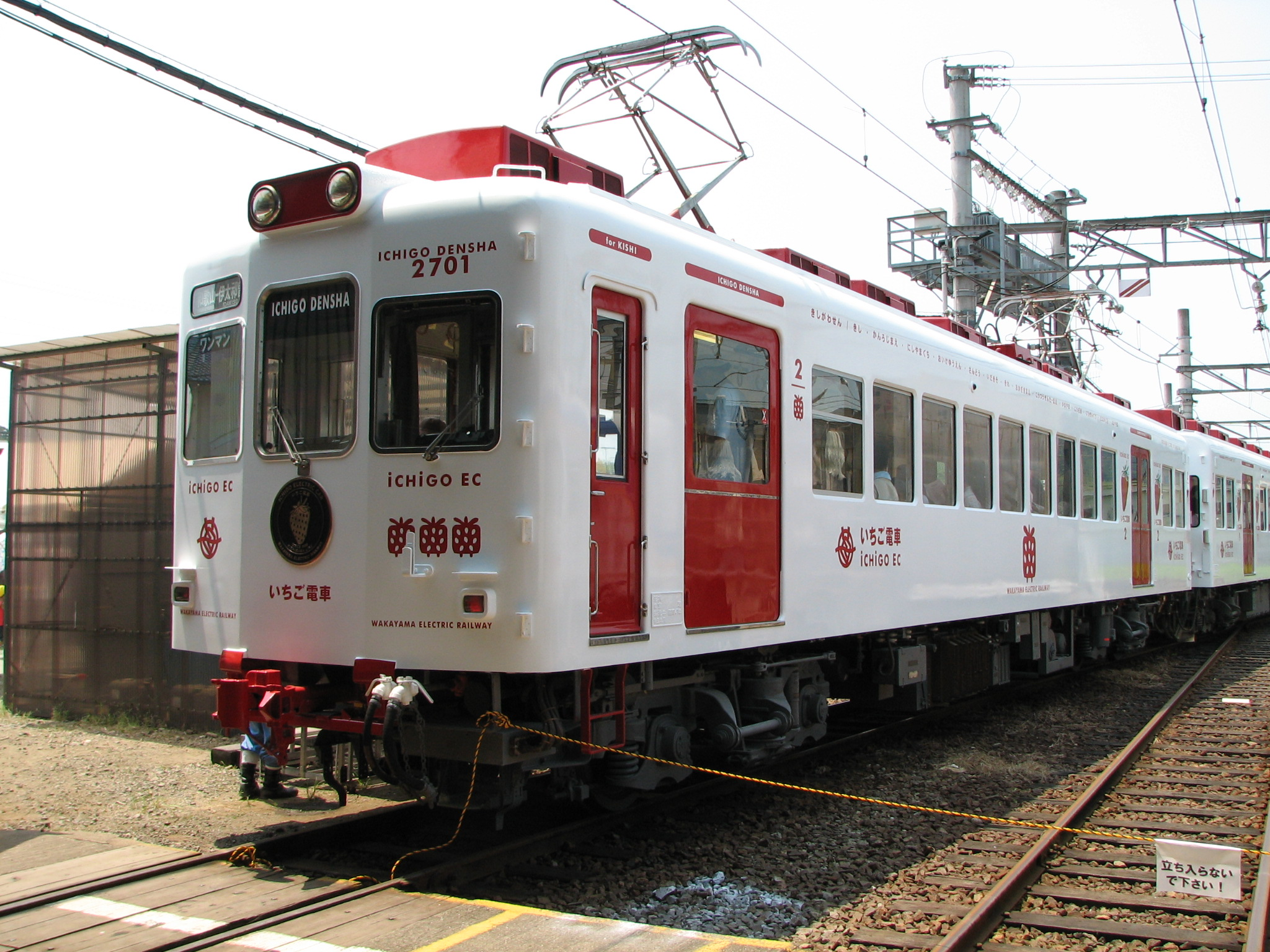
2270系2271F （いちご電車）
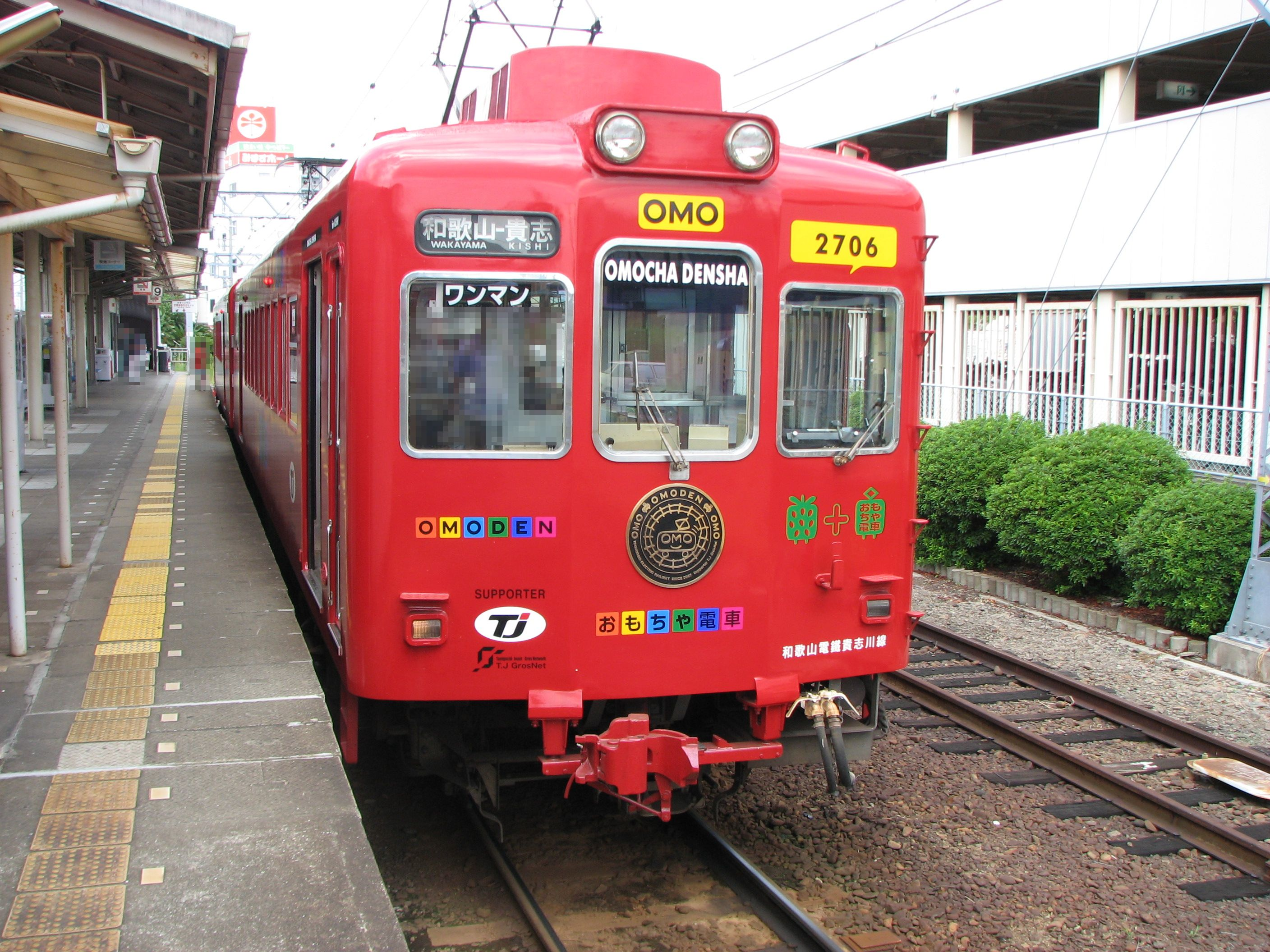
2270系2276F （おもちゃ電車。2021年に「たま電車ミュージアム号」に改装）
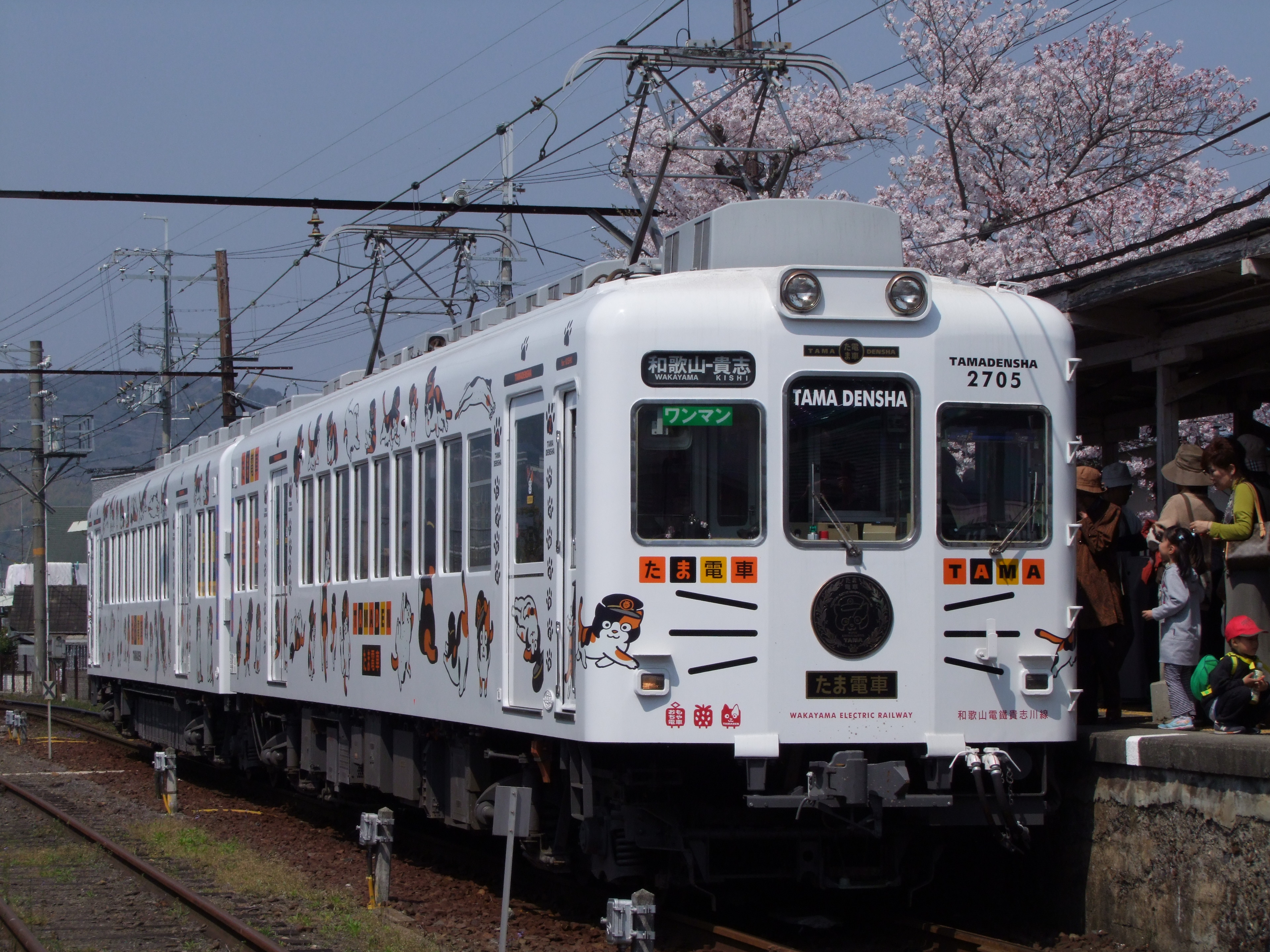
2270系2275F （たま電車）

## 運賃
大人普通旅客運賃（小児半額・10円未満切り上げ）。2019年10月1日改定。
| キロ程    | 運賃（円） |
| --------- | ---------- |
| 初乗り3km | 190        |
| 4 - 6     | 250        |
| 7 - 9     | 320        |
| 10 - 12   | 370        |
| 13 - 15   | 410        |

- 全線を1日限り何度でも乗車できる「貴志川線1日乗車券」が発売されている。大人用800円、小人用400円（2019年10月1日改定）。発売場所は和歌山駅（9番線）・伊太祈曽駅・貴志駅（小山商店・たまカフェ）・和歌山バス（JR和歌山駅前バス乗車券販売所）である。デジタル乗車券としても販売されており、自社サイトや、「RYDE PASS」アプリ、「Kansai MaaS」アプリで購入可能となっている。
- 定期券もスマートフォンから購入できるようになっており、「バスもり!」アプリと「RYDE PASS」アプリから、通勤1カ月、3カ月、6カ月、通学1カ月、3カ月、6カ月、12カ月（4月1日 - 翌年3月31日）の各種「スマホ定期券」を販売している（通学12カ月と通勤・通学とも「バスもり!」は大人用のみ）。

## 貨客混載事業
和歌山電鐵とヤマト運輸は2018年2月16日から和歌山電鐵貴志川線の田中口駅 - 神前駅間で宅配便荷物輸送の貨客混載事業を行っている。